# 湯姆森鎮區 (明尼蘇達州卡爾頓縣)
湯姆森鎮區（英語：Thomson Township）是位於美國明尼蘇達州卡爾頓縣的一個行政鎮區。

## 地方資料
湯姆森鎮區的面積為103.30平方千米，當中陸地面積為102.70平方千米，而水域面積為0.60平方千米。根據2020年美國人口普查的數據，當地共有人口5465人，而人口密度為每平方千米52.9人。